# Fynbos

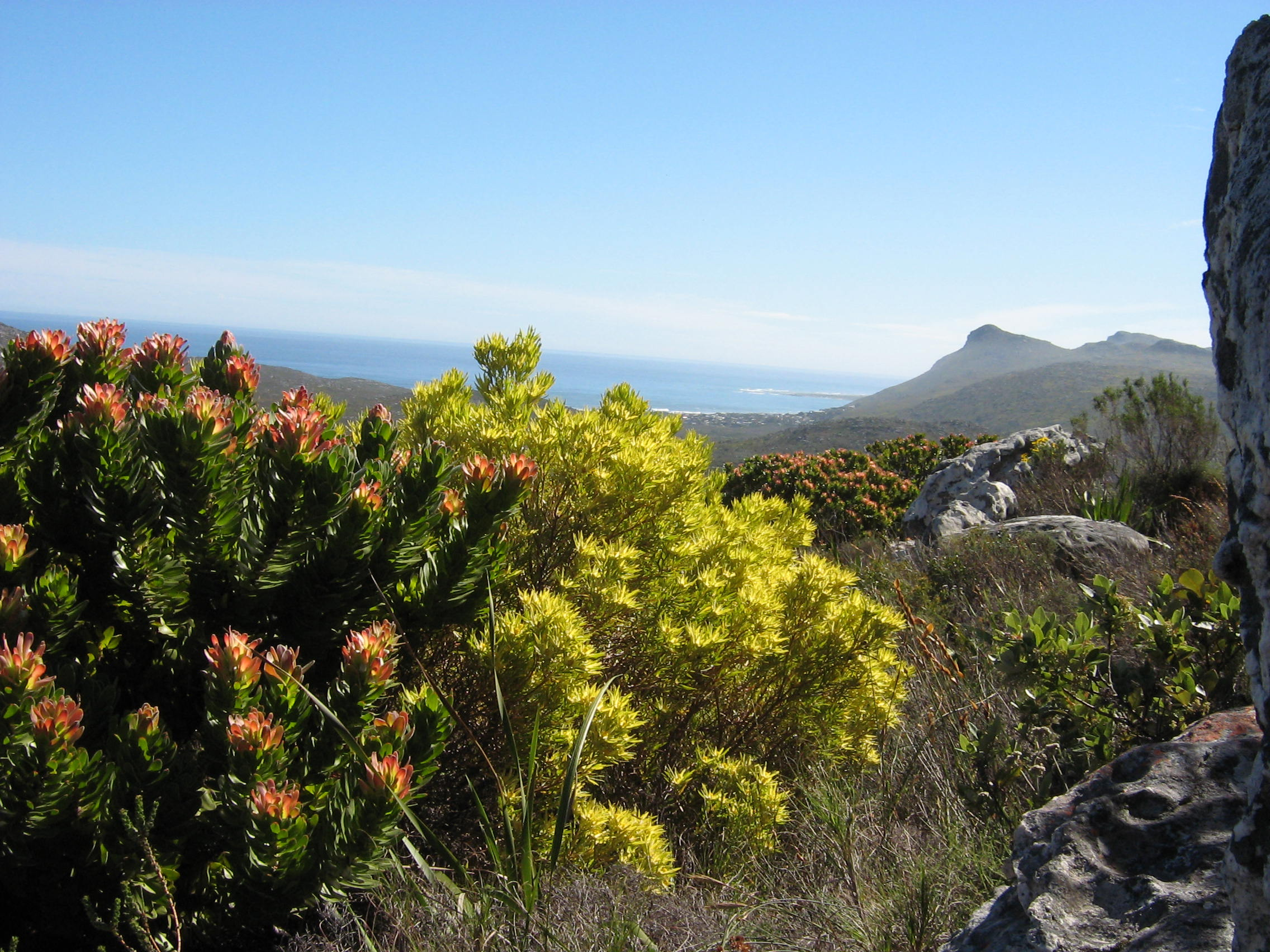
Fynbos de montanha na Península do Cabo.

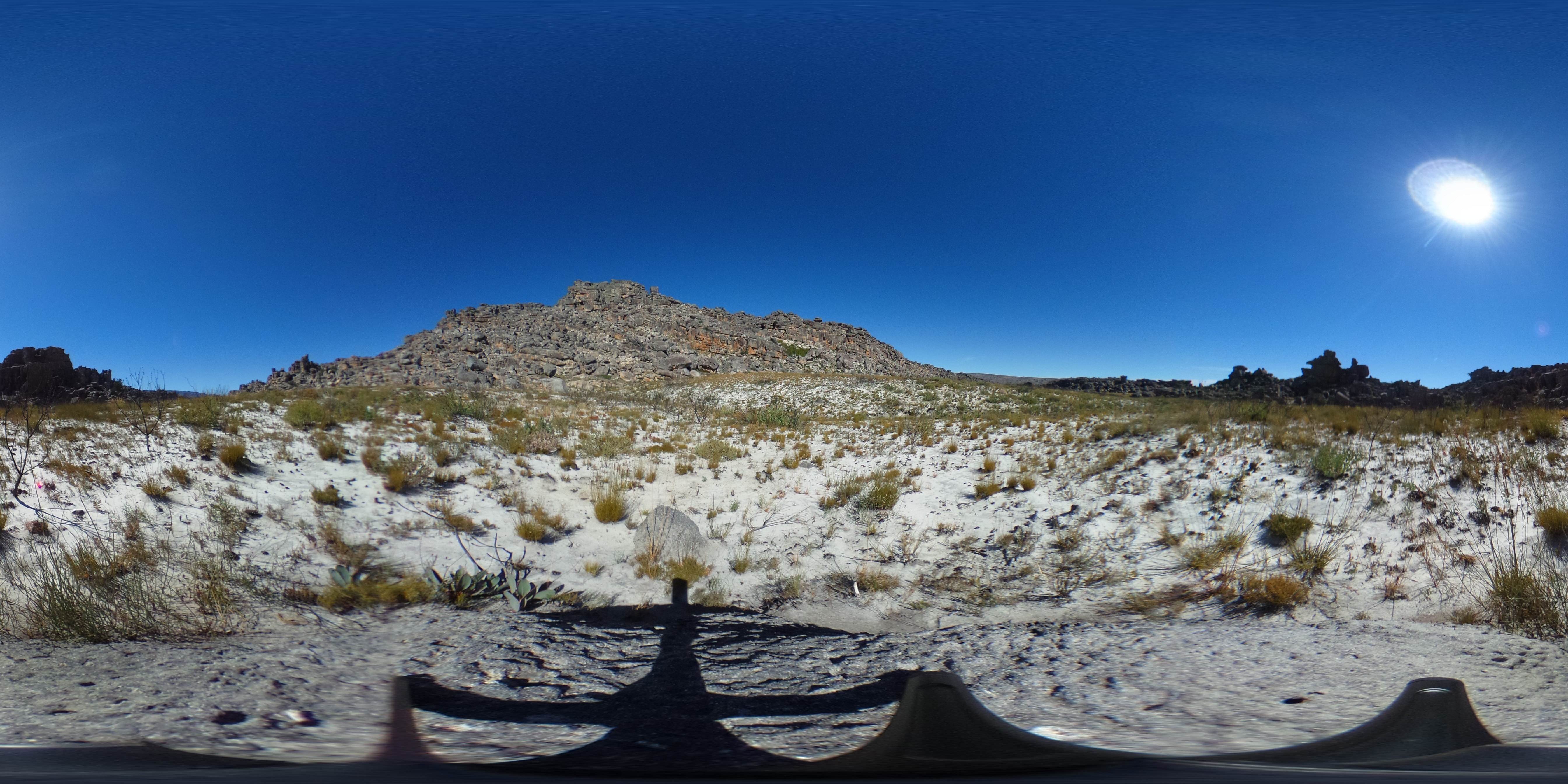
Uma fotografia em 360 graus do fynbos na região de Groot Winterhoek das montanhas de Cape Fold aproximadamente 18 meses após um incêndio. A nova vegetação pode ser vista em vários estágios de crescimento após o fogo. O solo infértil no qual o fynbos tende a se desenvolver também pode ser visto.

Fynbos (em inglês): ˈfeɪnbɒs; (em africâner): ˈfɛi̯nbos, significando "mato fino") é um pequeno bioma de vegetação arbustiva nas províncias sul-africanas do Cabo Ocidental e do Cabo Oriental. A região apresenta predominantemente chuvas de inverno, situa-se na costa e nas montanhas próximas e possui clima mediterrâneo. A ecorregião do fynbos está classificada como o bioma de Floresta mediterrânea de bosques e arbustos. Em campos relacionados à biogeografia, o fynbos é conhecido por seu alto grau de biodiversidade and endemismo, consistindo em 80%  (8500) espécies, com quase 6000 delas endêmicas. Esta região enfrentou e ainda enfrenta numerosas ameaças, mas também estão em progresso esforços de preservação e restauração.

## Sumário e história
A palavra fynbos é frequentemente considerada como significando "arbusto fino" em africâner, em função de "bos" significar "bush". A folhagem típica do fynbos é ericoide (ramifica-se por extensões) em vez de fina. O termo, no uso holandês, pré-africâner, fynbosch, foi registrado por John Noble como casual no final do século. No início do século XX, John Bews referia-se a "região sudoeste (do Cabo) de Macchia ou Fynbosch". Ele disse: "nesta bem-conhecida região onde a chuva ocorre no inverno e os verões são mais ou menos secos, a vegetação dominante é esclerófila e há pouca ou nenhuma vegetação campestre, embora haja muitas gramíneas..." Ele também se refer a um alto grau de endemismo nessa região. Em outros pontos ele se refere ao termo como "...aplicado pelos habitantes do Cabo a todo tipo de mata de pequeno porte que não inclua árvores lenhosas"; no vernacular corrente, este ainda é o sentido efetivo da palavra. Entretanto, no sentido técnico utilizado pelos ecólogos, as restrições são mais exigentes. Na metade final do século XX, "fynbos" passou a se distinguir como o termo para a "a vegetação característica do sudoeste do Cabo".

## Áreas protegidas da região floral do Cabo

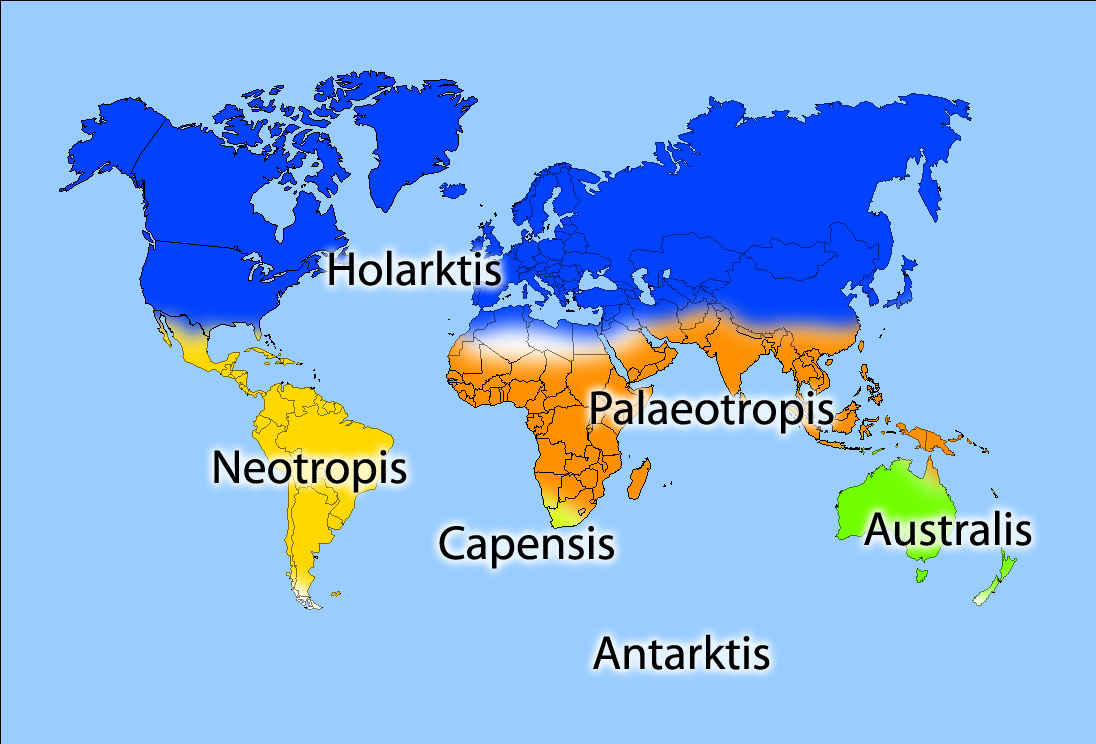
As Áreas protegidas da região floral do Cabo (Capensis) é uma das seis reinos florais do mundo, sendo também a menor e a mais rica por unidade de área.

O fynbos – que cresce numa região costeira com 100 a 200km de largura que vai de Clanwilliam, no Cabo Ocidental a Port Elizabeth no Cabo Oriental forma parte do reino floral do Cabo, onde contabiliza metade da área e 80% das espécies. O fynbos das regiões a oeste é mais rico e variado que nas regiões a leste da África do Sul. A diversidade do fynbos é extremamente alta, com mais de  9000 espécies de plantas ocorrendo na área, sendo 6200 endêmicas, i.e., não crescem em nenhum outro lugar do mundo. A região do fynbos no Cabo Ocidental da África do Sul possui um nível de diversidade botânica que excede o da mais rica floresta úmida na América do Sul, a Amazônia inclusa. No gênero botânico Erica, mais de 600 espécies ocorrem no reino fynbos, enquanto apenas duas a três dúzias foram descritas pelos estudiosos em outras partes do mundo. Isto numa área de apenas 46000 km2 – em comparação, os Países Baixos, com área de 33000 km2, possui 1400 espécies, nenhuma delas endêmica. A Montanha da Mesa na Cidade do Cabo possui 2200 espécies, mais que todo o Reino Unido. Desta forma, embora o fynbos cubra apenas 6% da área do sul da África, possui metade das espécies do subcontinente – e de fato possui quase uma em cinco espécies de plantas descritas na África até o momento.

## Flora

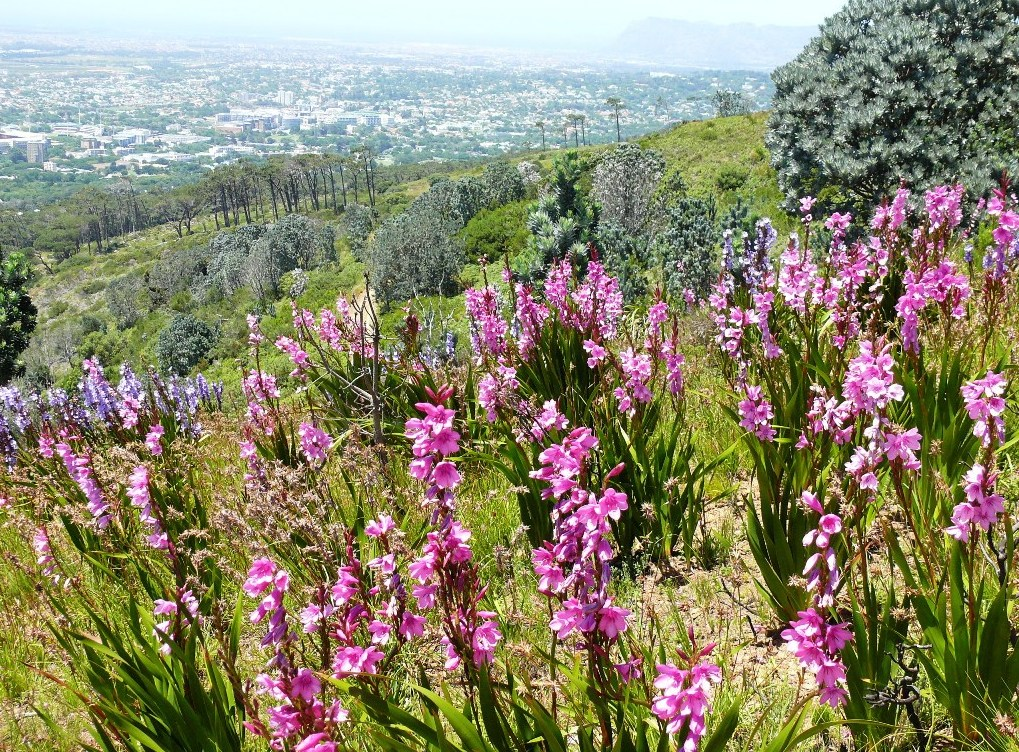
Vegetação do fynbos na Cidade do Cabo.

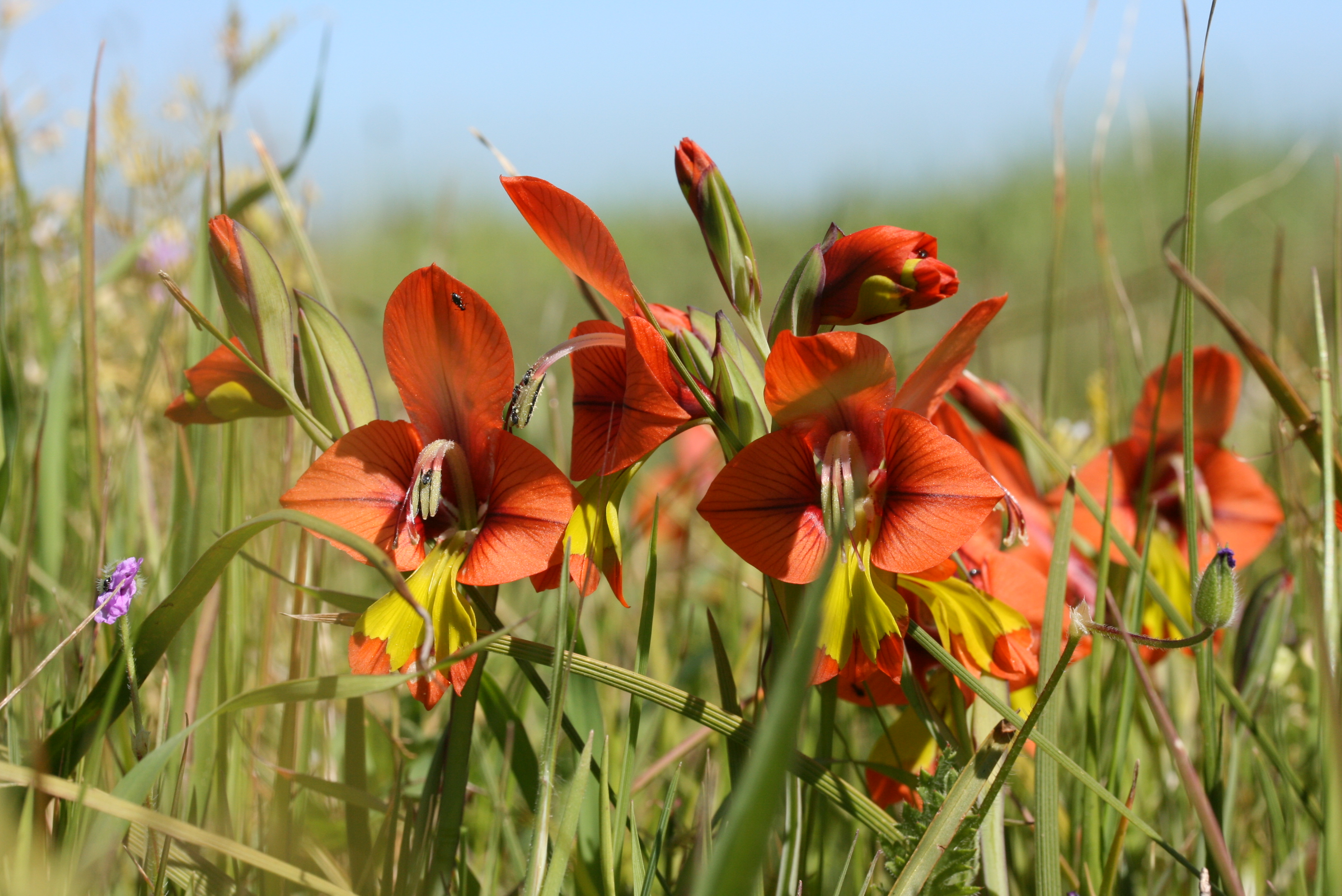
Flores da espécie Gladiolus alatus.

As componentes mais compíscuas da flora no fynbos são as plantas esclerófilas de folhas persistentes com folhas ericoides e de caules não lenhosos, em oposição às florestas. Mais de 1400 espécies bulbosas ocorrem no fynbos.

## Ecorregiões
A área do fynbos foi dividida em duas ecorregiões muito similares: o fynbos das terras baixas (até 300 m acima do nível do mar) no solo arenoso da costa oeste e o fynbos de montanha.
O tipo de fynbos de terras baixas experimenta chuvas regulares no inverno, especialmente a oeste do Cabo das Agulhas. A flora das terras baixas contém alta quantidade de espécies endêmicas e tende a favorecer plantas maiores que as que se desenvolvem nas regiões mais altas. O fynbos de montanha é a área acima de 300 m, numa área total de 45000 km2 das montanhas de Cape Fold. O mesmo nível de variedade de flora, inclusas as três famílias características do bioma é encontrado ali, mas as do gênero Erica predominam. Em função de as regiões mais altas e úmidas serem mais protegidas e conterem importantes fontes hídricas, a flora original está mais intacta que nas terras baixas; não obstante, a agricultura e o aquecimento global ainda representam ameaças. 
Muitos diferentes microclimas ocorrem, de modo que a vegetação muda de oeste para leste, também variando conforme a altitude e a posição em relação à bússola. As regiões mais baixas estão cobertas com Protea, com a Erica tomando conta mais acima. Outros gêneros comuns são (Leucospermum). A vida silvestre inclui abelhas endêmicas, besouros, mutucas, formigas e pássaros como Cape sugarbird e o orange-breasted sunbird. Muitos desses pássaros e insetos são importantes ao realizarem a polinização do fynbos, tais como a borboleta Aeropetes tulbaghia que só visita flores vermelhas, tais como a Disa uniflora e poliniza 15 espécies diferentes. Animais de maior porte, incluem antílopes, especialmente os das espécies Raphicerus melanotis, Sylvicapra grimmia e Oreotragus oreotragus). O extinto antílope azul e o quaga também eram nativos do fynbos.

## Usos econômicos
Rooibos (Aspalathus linearis) e "honeybush" (Cyclopia intermedia) têm importância econômica, sendo criadas e colhidas em grandes quantidades na região de Cederberg, também representando conteúdo de exportação. Restios continuam a ser usados para coberturas de palha, tal como têm sido usados há milênios. Proteas e outras espécies florais são criadas em muitas áreas e colhidas para exportação. Em muitas áreas com clima mediterrâneo, as espécies do fynbos tornaram-se populares para fins paisagísticos na jardinagem, em especial os aloes e gerânios e em climas mais frios, como plantas de vasos junto às janelas. Um grande número de plantas do fynbos tem uso na medicina tradicional e ainda que poucas delas tenham sido sujeitas a testes científicos, muitas já tiveram suas propriedades medicinais identificadas.

## Ameaças e conservação

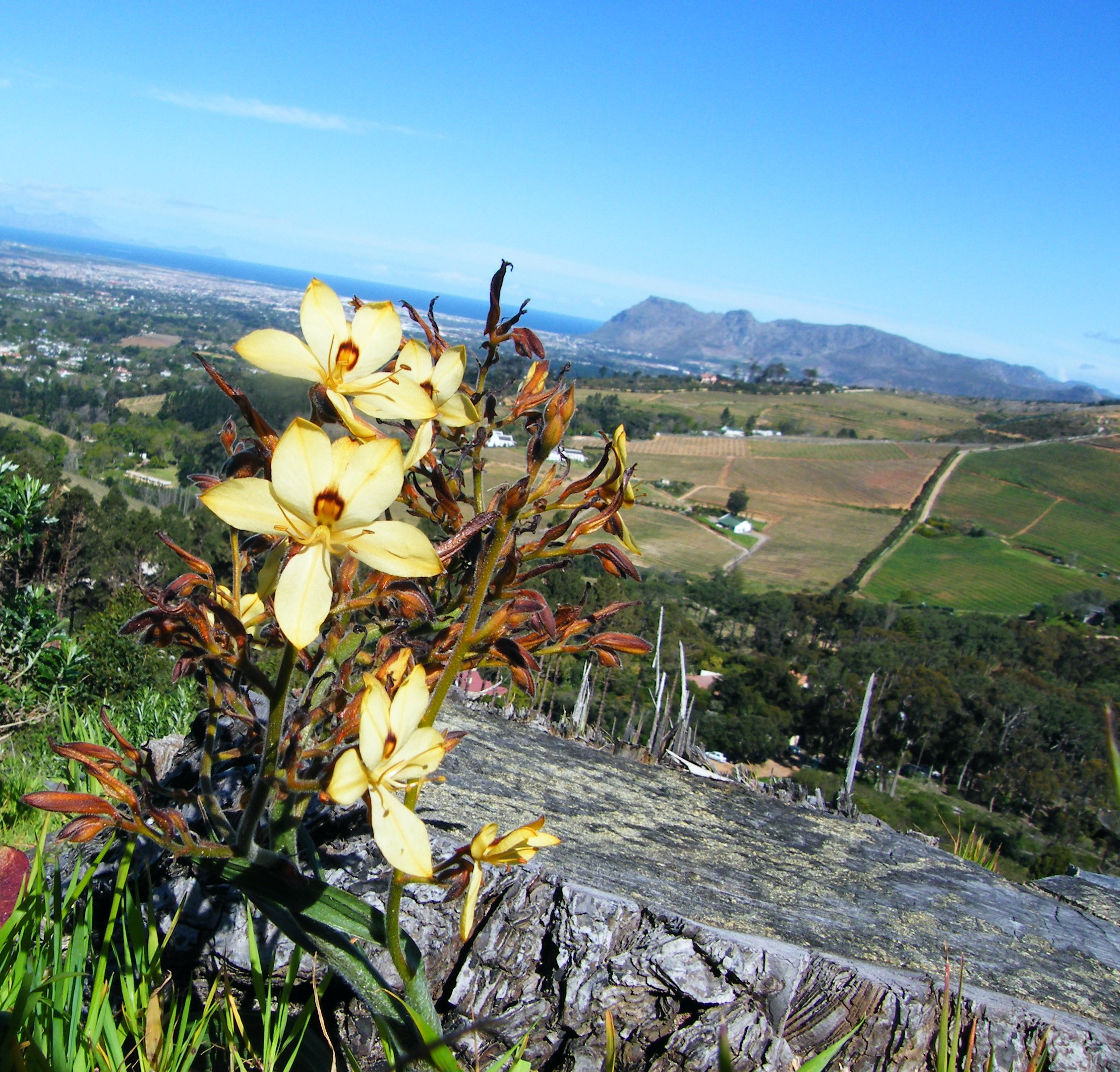
A rebrotação de espécies do fynbos, em volta do tronco de um pinheiro invasor caído. Cidade do Cabo.

Na África do Sul, o fynbos é a região mais afetada espécies invasoras que coletivamente cobrem mais de 10% de todo o país. As espécies invasoras mais comuns são certas integrantes do gênero Acacia e hakeas, nativas da Austrália e pinheiros nativos da Europe e da costa californiana dos Estados Unidos. Os pinheiros foram introduzidos na África do Sul no século XIX e as acácias foram importadas na década de 1870 para estabilizar as dunas. Em 1997 foi estimado que a invasão causou um declínio de valor na região do fynbos na ordem de 750 milhões de dólares por ano.
O programa Working for Water (WfW) iniciou-se em 1995 pelo Departamento de Questões Hídricas e Silvicultura para controlar essas espécies invasoras que se descobriu que sequestram 9,95% do eflúvio hídrico de superfície. Desde então mais de um milhão de hectares de terra foram limpos de espécies invasoras, ao mesmo tempo que se gerou empregos para 20000 pessoas anualmente, a maioria das quais mulheres e trabalhadores sem qualificações. Não há monitoramento sistemático do progresso do programa WfW mas há relatos de que uma espécie endêmica teria retornado à Montanha da Mesa após ter sido julgada extinta.

Pesquisa e conservação
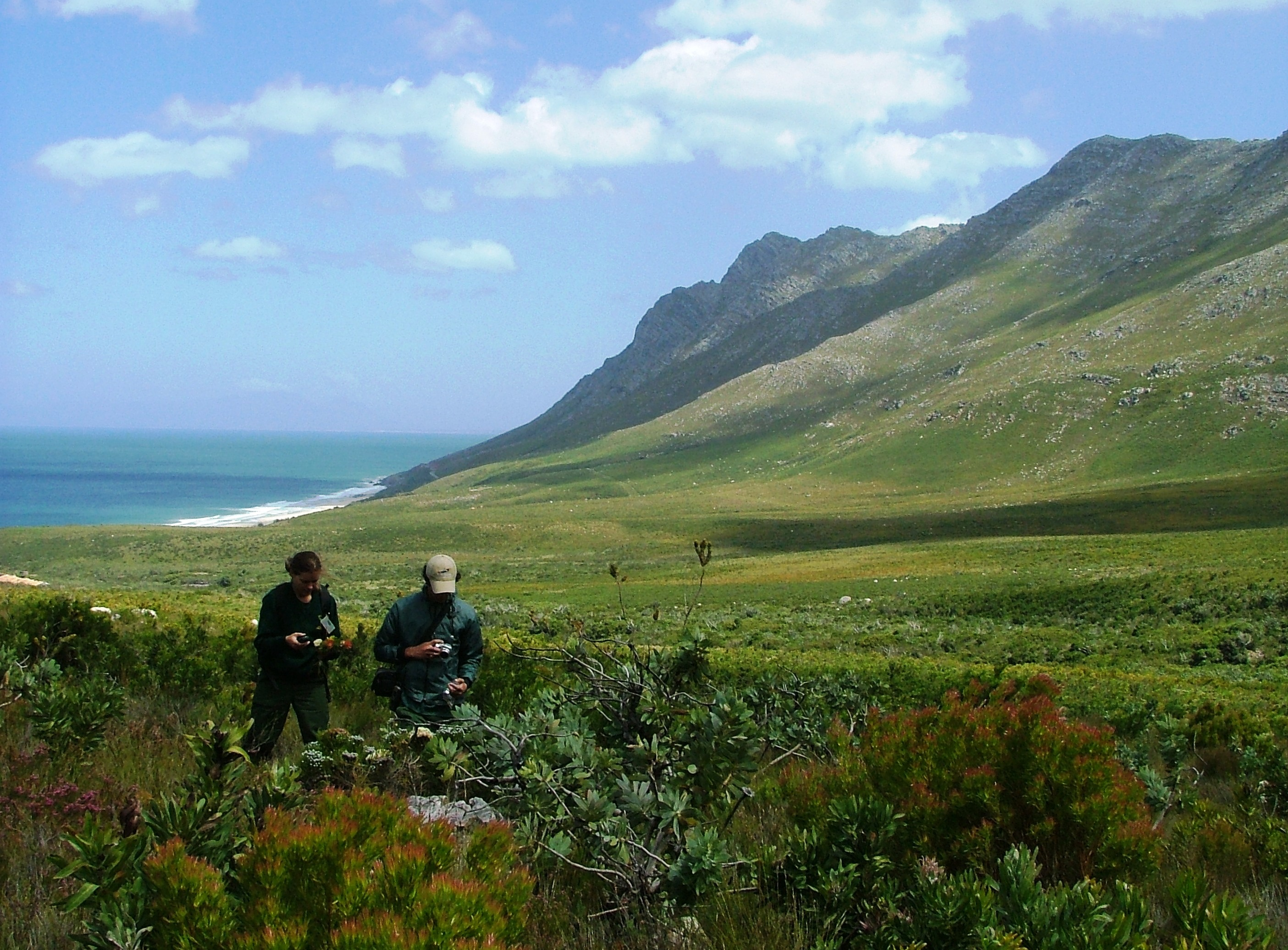
Pesquisadores numa parte relativamente remota do Kogelberg Sandstone Fynbos
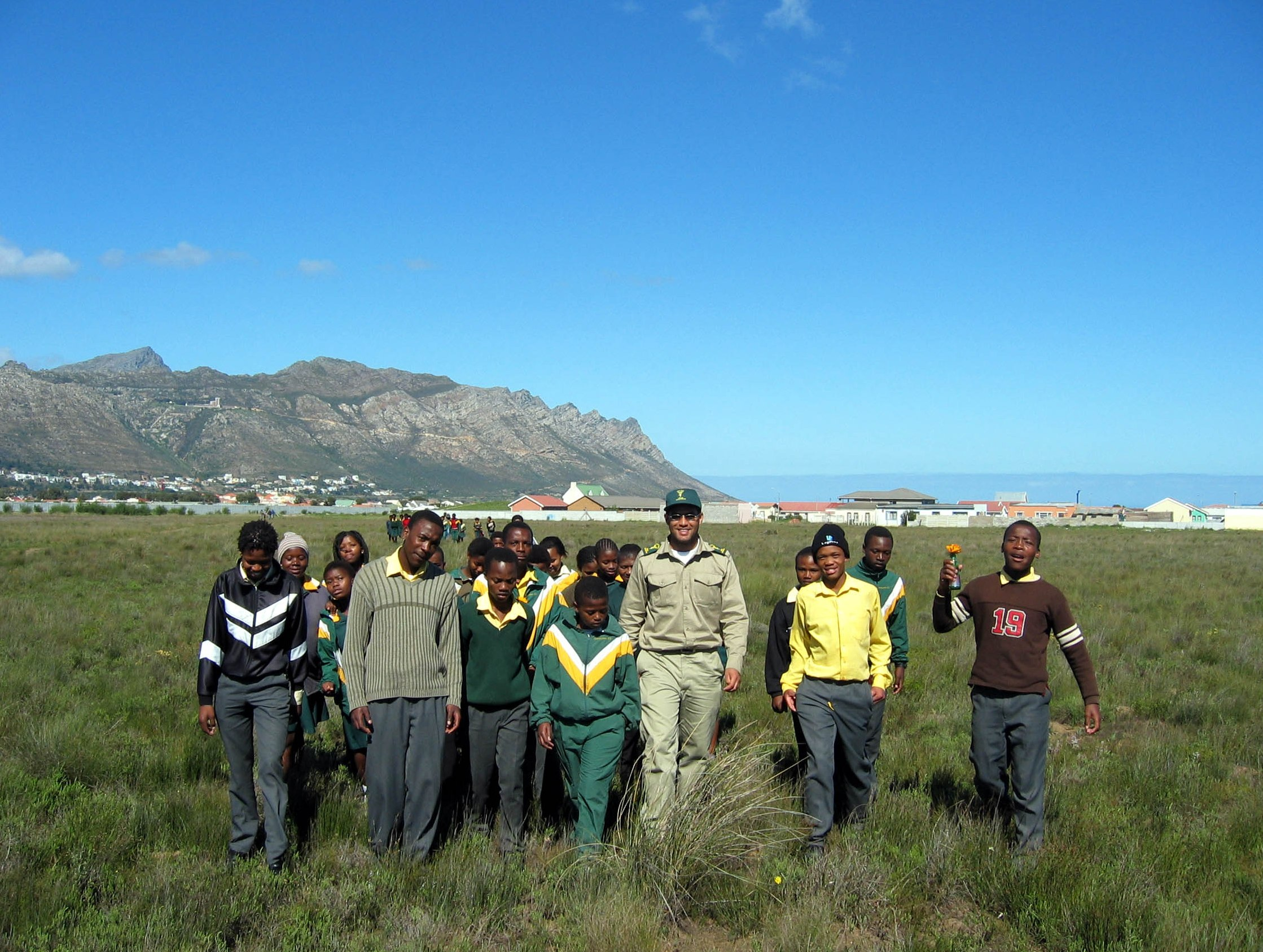
Grupo de conservação comunitário para a região em perigo crítico de Lourensford Alluvium Fynbos em Harmony Flats, Cidade do Cabo.